# Oberösterreichischer Landesrechnungshof

Logo

Der Oberösterreichische Landesrechnungshof (LRH) ist ein Finanzkontrollorgan des österreichischen Bundeslandes Oberösterreich und wurde am 1. Jänner 2000 gegründet.

## Aufgaben und Prüfablauf
Die Landesverfassung garantiert Bestand und Aufgaben dieses Prüfungs- und Beratungsorgans des Landtages. Das Oö. Landesrechnungshofgesetz 2013 bestimmt die Kompetenzen und den organisatorischen Rahmen des LRH.
Die gesetzlichen Grundlagen des LRH berücksichtigen die internationalen Standards der öffentlichen Finanzkontrolle, die in den Deklarationen der INTOSAI von Lima und Mexiko sowie in den Leitlinien der EURORAI für unabhängige Einrichtungen der externen öffentlichen Finanzkontrolle festgehalten sind.
Die Aufgaben des LRH sind die Prüfung
- des Landes,
- seiner Stiftungen, Fonds und Anstalten,
- der Unternehmen mit mindestens 50%iger Landesbeteiligung,
- der Gemeinden mit weniger als 10.000 Einwohnern sowie deren Stiftungen, Fonds und Anstalten,
- der Unternehmen mit mindestens 50%iger Gemeindebeteiligung,
- die Verwendung von Landes- bzw. Gemeindeförderungen und
- öffentlich-rechtlicher Körperschaften mit Mitteln des Landes und der Gemeinden.
- Über besonderen Auftrag überprüft der LRH auch Gemeinden mit mindestens 20.000 Einwohnern.

Im Rahmen von Sonderaufgaben
- erstellt der LRH Gutachten über Gemeinden und Gemeindeverbände,
- beurteilt er finanzielle Auswirkungen geplanter Landesgesetze,
- unterstützt er Beweisaufnahmen und Erhebungen von Untersuchungsausschüssen und wirkt an der
- gemeinschaftsrechtlichen (EU) Finanzkontrolle mit.

Grundsätzlich prüft der LRH auf eigene Initiative, während Sonderprüfungen einen schriftlichen Auftrag erfordern, der Inhalt und Umfang genau beschreibt. Zu einer Sonderprüfung kommt es, wenn
- der Landtag,
- mindestens ein Viertel der Abgeordneten oder
- der Kontrollausschuss eine solche beschließen.
- Unter bestimmten Voraussetzungen können auch ein Klub,
- die Landesregierung bzw. ein fachlich verantwortliches Regierungsmitglied diese verlangen.

In Folgeprüfungen beurteilt der LRH nach einem Jahr, inwieweit die vom Kontrollausschuss beschlossenen Verbesserungsvorschläge von der Landesregierung umgesetzt worden sind.
Bei Meinungsverschiedenheiten über die Zuständigkeit des LRH entscheidet der Verfassungsgerichtshof.
Als anerkannte, unabhängige Prüfungs- und Beratungsorganisation will der LRH dem Steuerzahler nutzen. Er versteht sich als prozessorientierter Berater und geht mit seinen Kunden partnerschaftlich um. Der LRH will mit seiner Tätigkeit dazu beitragen, öffentliche Mittel wirtschaftlicher einzusetzen. Er soll sich für den Steuerzahler rechnen.
Im Leitbild hat der LRH seine Visionen, Ziele, Prinzipien und Arbeitsweisen festgeschrieben.
- Der moderne, risikoorientierte Prüfungsansatz des LRH konzentriert sich darauf kritische Faktoren zu prüfen und Risiken zu beurteilen
- Wirtschaftlichkeit und Zweckmäßigkeit zu hinterfragen hält der LRH für wichtiger als lediglich auf die Ordnungsmäßigkeit zu achten
- Umfassende Verwaltungsreform und konsequenter Bürokratieabbau sind zentrale Anliegen des LRH
- Der LRH will Möglichkeiten finden, Systeme zu verbessern und nicht bloß „schwarze Schafe“ an der Pranger stellen

Prüfberichte sind ab dem Zeitpunkt der Zustellung an den Landtag öffentlich und sind auf seiner Website abrufbar.

## Organisation
Die Leitung obliegt dem Direktor. Bei der Gründung wurde Helmut Brückner vom Landtag für sechs Jahre zum Direktor gewählt sowie im Jahr 2004 wieder bestellt. Seine Funktionsperiode endete nach den gesetzlichen Bestimmungen altersbedingt am 31. Dezember 2012. Von 1. Jänner 2013 bis 31. Dezember 2022 war Friedrich Pammer Direktor. Seit 1. Januar 2023 steht Rudolf Hoscher als neuer Direktor dem LRH OÖ vor.
Die Leiter der Kompetenzbereiche unterstützen und beraten ihn in der Entscheidungsfindung. Die innere Struktur ist nach Grundsätzen einer Projektorganisation aufgebaut. Die 24 Mitglieder haben fachspezifische Ausbildungen. Die Prüfungsteams sind individuell nach den Erfordernissen der einzelnen Prüfprojekte zusammengestellt. Das Sekretariat unterstützt die Arbeit der Teams.
Funktionen wie Öffentlichkeitsarbeit und Wissensmanagement sowie in den Kompetenzbereichen zusammengefasste interne Experten optimieren den Prüfungs- und Beratungsprozess.

## Kooperationen und Weiterbildung
In Kooperation mit anderen Rechnungshöfen werden Prüfungsmethoden und -standards permanent weiterentwickelt. Auf Initiative des Burgenländischen LRH entstand in Zusammenarbeit aller österreichischen Landesrechnungshöfe ein zweisemestriger akademischer Fachhochschullehrgang zur berufsspezifischen Aus- und Weiterbildung von Prüfern. Dieser in Europa erste Lehrgang gewährleistet eine qualitätsvolle Ausbildung nach einheitlichen nationalen und internationalen Standards.
Der LRH ist seit 2001 Vollmitglied bei EURORAI, der Europäischen Organisation der Regionalen Externen Institutionen zur Kontrolle des Öffentlichen Finanzwesens. Direktor Pammer ist Mitglied des EURORAI-Präsidiums.

## Geschichte des LRH
Seit der Gründung ist es dem LRH jedes Jahr gelungen, sich für den Steuerzahler zu rechnen. Das heißt, die vom LRH aufgezeigten Einsparungspotenziale lagen immer deutlich über seinem Jahresbudget. Mehr als 90 Prozent der Empfehlungen des LRH wurden umgesetzt. Der LRH konnte der Politik mit seinen Prüfungen fundierte Entscheidungsgrundlagen liefern und dazu beitragen, die politische Diskussion zu versachlichen.
Der LRH wurde bereits 2005 mit dem Speyerer Qualitätspreis ausgezeichnet. 2010 hat er sich als erster Rechnungshof im deutschsprachigen Raum dem Zertifizierungsverfahren nach der ISO-Norm 9001 unterworfen und dieses Verfahren mit großem Erfolg absolviert.
Darüber hinaus hat er sämtliche Kriterien zur Erlangung des – von der Universität Freiburg und der Schweizerischen Vereinigung für Qualitäts- und Management-Systeme (SQS) zu vergebenden – NPO-Labels für Management Excellence (total quality management) erfüllt.
Mit dem Zertifikat wird dem LRH bezeugt, dass er sich professionell und qualifiziert um die wirtschaftliche und zweckmäßige Verwendung der Steuergelder kümmert und keinen Vergleich mit anderen Kontrollinstitutionen scheuen braucht.
Ab 2014 prüft der LRH Gemeinden mit weniger als 10.000 Einwohnern auf eigene Initiative. Die nunmehr unabhängige Gemeindeprüfung durch den LRH ermöglicht einen vertieften Blick auf die Finanzierung wesentlicher Leistungen der öffentlichen Haushalte.
2015 feierte der LRH sein 15-jähriges Bestehen. Seit seiner Gründung hat er mehr als 400 Millionen Euro Einsparungspotenzial aufgezeigt; 91 Prozent seiner Empfehlungen werden umgesetzt.